# 代議政制綠皮書
《代議政制綠皮書》，全名為《代議政制綠皮書 —— 代議政制在香港的進一步發展》，是香港政府於1984年7月18日發表的一份有關香港政治制度的諮詢文件。這份文件被視為香港政制改革的開始，並且是香港政府首次研究代議政制在香港發展的可行性。

## 背景
1987年以前，香港代議政制發展循序漸進，在各階段香港政府都審慎諮詢公眾意見，以確保所定政策盡可能獲得廣大支持。1970年代初葉，香港政府開始着重鼓勵香港市民直接參與鄰里及地區事務，應付迫切社會問題，展開清潔香港運動和撲滅罪行運動，成立互助委員會和業主立案法團，改善多層大廈管理和治安；社會賢達和有關政府部門代表又在港九各區組成民政區委員會，協助統籌有關工作，由社會各階層人士組成當地之分區委員會從旁協助。1970年以前，新界早已存在一個正式諮詢制度，透過村代表、鄉事委員會和香港鄉議局推行；至於市區，香港政府由民選議員、委任議員及政府人員組成香港市政局提供主要市政服務問題諮詢；香港政府又緊密接觸各諮詢委員會及街坊等類似組織，聽取個別社會人士意見。
香港政府於1981年發表《香港地方行政白皮書》，第一次正式表明政府之政策是要鼓勵香港人更積極參與地區事務；白皮書發表後，香港政府在當時分佈於香港島、九龍和新界之18個行政地區內設立區議會。

## 內容
該綠皮書提出香港要建立一個「使其權力穩固地立根於香港，有充份權威代表港人意見，同時更能較直接向市民負責」的政制，所指的也就是代議政制，其最終目標就是循序漸進地發展民選政府機關。文中亦作出具體建議，建議1985年的立法局試行間接選舉，其中24名議員分別由選舉團和功能組別選出，每類各選12名。選舉團的成員，包括所有市政局、區域市政局及區議會的議員，並提出了1991年的香港行政局的非官守議員中，最少應有8名由立法局非官守議員互選出來。

## 代議政制白皮書
其後於1984年11月21日，香港政府發表《代議政制白皮書——代議政制在香港的進一步發展》的白皮書，正式公佈這個政策。

## 影響
1985年9月26日，香港首次舉行立法局的間接選舉，正式開始了香港的代議政制。但是香港行政局的非官守議員由間接選舉產生的構思，卻一直未能實現。

## 外部連結
- 代議政制綠皮書（英文版）
- 香港前途協議草案是否為香港人接受——為測試香港民意的安排/民意審核專員辦事處報告書、特派監察團報告書（1984年11月29日）